# (400388) 2007 YW56
(400388) 2007 YW56 es un asteroide perteneciente al cinturón de asteroides descubierto el 15 de diciembre de 2007 por el equipo del Mount Lemmon Survey desde el Observatorio del Monte Lemmon, Arizona, Estados Unidos.

## Designación y nombre
Designado provisionalmente como 2007 YW56.

## Características orbitales
2007 YW56 está situado a una distancia media del Sol de 2,596 ua, pudiendo alejarse hasta 2,696 ua y acercarse hasta 2,496 ua. Su excentricidad es 0,038 y la inclinación orbital 21,46 grados. Emplea 1528,04 días en completar una órbita alrededor del Sol.

## Características físicas
La magnitud absoluta de 2007 YW56 es 16,5. 